# 高思好
高 思好（こう しこう、生年不詳 - 574年）は、北斉の人物。南安王。もとの名は思孝。

## 経歴
浩氏の子として生まれ、高思宗に養われてその弟とされたが、待遇は良いものではなかった。若くして高澄に仕えて騎射をつとめた。北斉が建国されると、左衛大将軍の号を受けた。554年（天保5年）に柔然を討ち、文宣帝にその武勇を喜ばれて、「爾が賊を撃つは、鶻の鴉群に入るが如し。宜しく好事を思うべし（宜思好事）」と言われたことから、思孝の名を思好と改名した。尚書令・朔州道行台・朔州刺史・開府に累進し、南安王に封じられた。
後主のとき、斫胥光弁が朝廷の使者として朔州にやってくると、思好はうやうやしくこれを迎えたが、光弁が傲慢な態度を取ったため、思好は恨みを抱いた。574年（武平5年）2月、思好は挙兵して反乱を起こし、行台郎の王行思に檄文を書かせて、并州の貴族たちに送りつけた。陽曲に入って、自ら大丞相と号し、百官を置き、行台左丞の王尚之を長史とした。武衛将軍の趙海が詔と偽って晋陽で軍を掌握し、思好の進軍を阻んだ。後主は変乱を聞くと、唐邕・莫多婁敬顕・劉桃枝・厙狄士文らを晋陽に駆けつけさせ、後主自身も兵を率いて続いて出立した。思好の軍は唐邕らに敗れ、思好は王行思とともに投水して死んだ。劉桃枝が思好の部下2000人を包囲したが、降伏せずに全滅した。思好の遺体は7日間晒された後、鄴の市で蒸し焼きにされた。

## 伝記資料
- 『北斉書』巻14 列伝第6
- 『北史』巻51 列伝第39